# Київський симфонічний оркестр
Ки́ївський симфоні́чний орке́стр (англ. Kyiv Symphony Orchestra) — український симфонічний оркестр, заснований у 1979 році. З 2018 року головний диригент та артдиректор оркестру Луїджі Гаджеро
Оркестр виконує, зокрема, твори Максима Березовського, Дмитра Бортнянського, Левка Ревуцького та Мирослава Скорика.
Від початку повномасштабної війни перебуває в гастрольному турі країнами Євросоюзу, оформленому як офіційне відрядження згідно з чинним законодавством України. Під час туру «Voice of Ukraine», починаючи з квітня 2022 року, оркестр виконував музику українських композиторів у концертних залах Польщі та Німеччини, включаючи Берлінську філармонію, Ельбську філармонію в Гамбурзі, Гевандгаус у Ляйпцигу, Містечку музики в Парижі та у Національній філармонії у Варшаві. 29 червня 2022 року оркестр виступив перед лідерами країн НАТО на саміті в Мадриді.

## Історія
Київський симфонічний оркестр був заснований у 1979 році, ще за часів УРСР. Раніше він був відомий як Kyiv Fantastic Orchestra  та Державний академічний естрадно-симфонічний оркестр України.
З 2005 по 2018 роки художнім керівником Державного естрадно-симфонічного оркестру України був Микола Лисенко, праправнук відомого українського композитора. У 2017 році змінився керівник оркестру — замість Сергія Федоренка призначили Олександра Зайцева. Останній, своєю чергою, звільнив з роботи художнього керівника — Миколу Лисенка та запросив на його місце донеччанина Богдана Пущака. Оркестр отримав неофіційну назву Kyiv Fantastic orchestra.
З 2018 року головним диригентом є Луїджі Ґаджеро. Він народився в Італії, навчався в Німеччині, викладав у Франції, приїхав в Україну як перкусіоніст приблизно в 2012 році.

## Гастролі та концерти
Державний академічний естрадно-симфонічний оркестр України гастролював у Голландії, Іспанії, Італії, Нідерландах, Німеччині, Південній Кореї, Швейцарії. З оркестром співпрацювали Олена Образцова, Катя Річареллі, Джузеппе Лалікато, Леон Бейтс, Наум Груберт, Дмитро Хворостовський та Сергій Князєв. Брав участь у ювілейному концерті Родіона Щедріна та Майї Плісецької, періодично виступає на фестивалях сучасної музики («Прем'єри сезону», «КиївМузикФест»), неодноразово виконував випускні іспити студентів-композиторів НМАУ. Брав участь у виставі мюзиклу «Notre Dame De Paris» в Києві (2010), а також, під керівництвом Гі Сент-Онжа, в гастрольних виставах у різних містах України, Росії (2011 рік), Франції та Лівані.
У 2016 році оркестр представив унікальну програму «Рок-симфонія», що складалася із симфонічних аранжувань хітів рок-музики, з якою здійснив гастрольне турне Україною.
Виступав на національних заходах, таких як 25 річниця Конституції України та 30-та річниця незалежності у 2021 році. Оркестр керував оркестровою академією.
Під час російського вторгнення в Україну в 2022 році оркестр був запрошений зіграти серію концертів у Польщі та Німеччині. Перший концерт цього туру відбувся у Варшаві 21 квітня. Тур був схвалений як Міністерством культури, так і Міністерством оборони, дозволяючи музикантам залишати країну. Оркестр виступав у Німеччині в Палаці культури в Дрездені, в Лейпцигу, Берлінській філармонії, Кургаузі Вісбадена в рамках Rheingau Musik Festival, Фрайбурзі, Kuppelsaal Stadthalle Hannover, Elbphilharmonie у Гамбурзі і Гофвізенпарк у Гері. Виконавцям дозволили супроводжувати родини та дітей.
Програма туру була присвячена українській музиці з творами Максима Березовського, Мирослава Скорика та Бориса Лятошинського. Програма для Вісбадена включала Симфонію до мажор Березовського 1770-х, Поему Шоссона для скрипки з оркестром, ор. 25 та «Мелодію ля мінор» Скорика (1982). Скрипалем виступив Олексій Семененко. Програму завершила Симфонія No 3 Лятошинського, ор. 50 (1951) в оригінальній формі з останньою темою частини: «Мир переможе війну».
З 9 по 11 лютого 2023 року Kyiv Symphony Orchestra представив Україну на 39-му Міжнародному фестивалі класичної музики на Канарських островах, де виступив з трьома концертами. Оркестр закривав програму фестивалю Третьою Симфонією Б. Лятошинського «Мир переможе війну».
21 лютого 2023 року Kyiv Symphony Orchestra виступив разом із Празьким філармонічним хором, оркестрами Празької та Чеської філармоній у Празі в залі «Рудольфінум» на концерті на завершення війни в Україні. Як частина складу з 220 музикантів, оркестр долучився до виконання культового вокально-інструментального твору 20 сторіччя — «Воєнного реквієму» Бенджаміна Бріттена.

## Культурні ініціативи
З 26 січня по 26 лютого 2023 року Kyiv Symphony Orchestra і головний диригент Луїджі Гаджеро проводили Call for scores! — відбір партитур українських композиторів будь-якого віку та ступеня освіти. На конкурс було подано 103 партитури від 61-го композитора. Сім відібраних будутьто включені чи ні? включені до репертуару оркестру на сезони 2023/2024.

## Відзнаки
У жовтні 2022 року оркестр отримав премію Принца П'єра де Монако — одну з найпрестижніших музичних нагород Європи.